# 2063 Bacchus
Tiểu hành tinh Apollo, Sao Kim và Sao Hỏa 2063 Bacchus (/ˈbækəs/ BAK-əs) được phát hiện ngày 24 tháng 4 năm 1977, bởi Charles T. Kowal ở Đài thiên văn Palomar. Tháng 3 năm 1996 các quan sát bằng radar các tiểu hành tinh đã được tiến hành ở Đài quan sát Goldstone dưới sự hướng dân của các nhà khoa học JPL Steven Ostro và Lance Benner, cho phép hướng dẫn một hình mẫu của đối tượng. Các quan sát quang học đã được thực hiện bởi Petr Pravec, Marek Wolf, và Lenka Šarounová tháng 3 và tháng 4 năm 1996.
Tiểu hành tinh có kích thước khoảng 1.11×0.53×0.50 km và có hình hai thùy. Nó được phân loại là một tiểu hành tinh loại Q. Tên lấy theo vị thần La Mã Bacchus.